# Dolmen von Luras

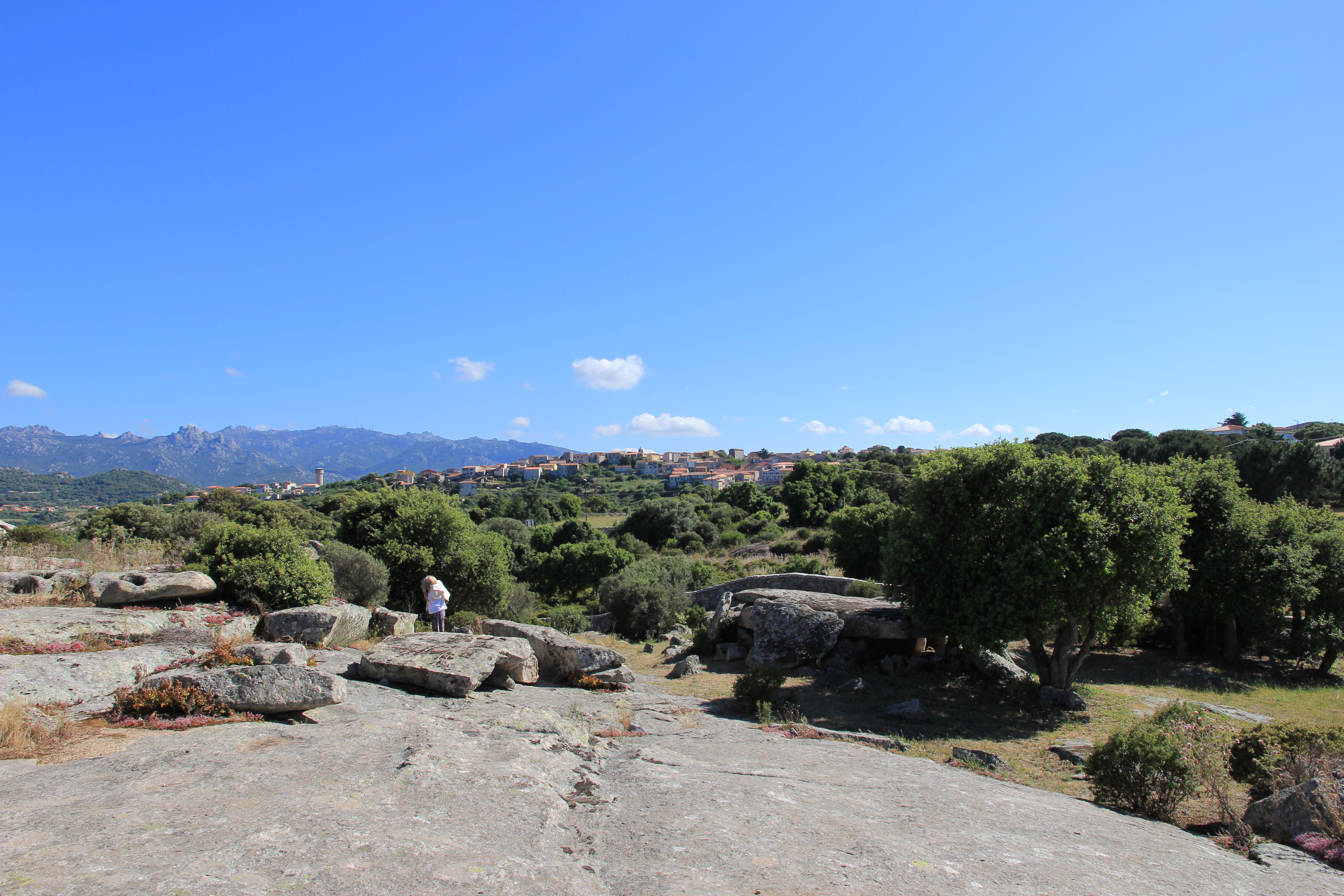
Luras, Panorama

Die Dolmen von Luras (Alzoledda, Bilello, Ciuledda und Ladas) liegen nahe Luras in der Provinz Nord-Est Sardegna auf Sardinien. Sie stellen die größte Konzentration megalithischer Monumente des Dolmentyps auf der Insel dar. Das Dorf Luras liegt nordöstlich von Tempio Pausania. Auf einer felsigen Anhöhe beim Dorf liegt der Dolmen Ladas, ein paar hundert Meter bergab der Dolmen Ciuledda. Etwa 1,5 km vom Dorf liegen die Dolmen Alzoledda und Bilello. In den Dolmen wurden unverzierte Keramikscherben gefunden, die es erlauben eine Grobdatierung in das 3. Jahrtausend v. Chr. vorzunehmen.

## Ladas

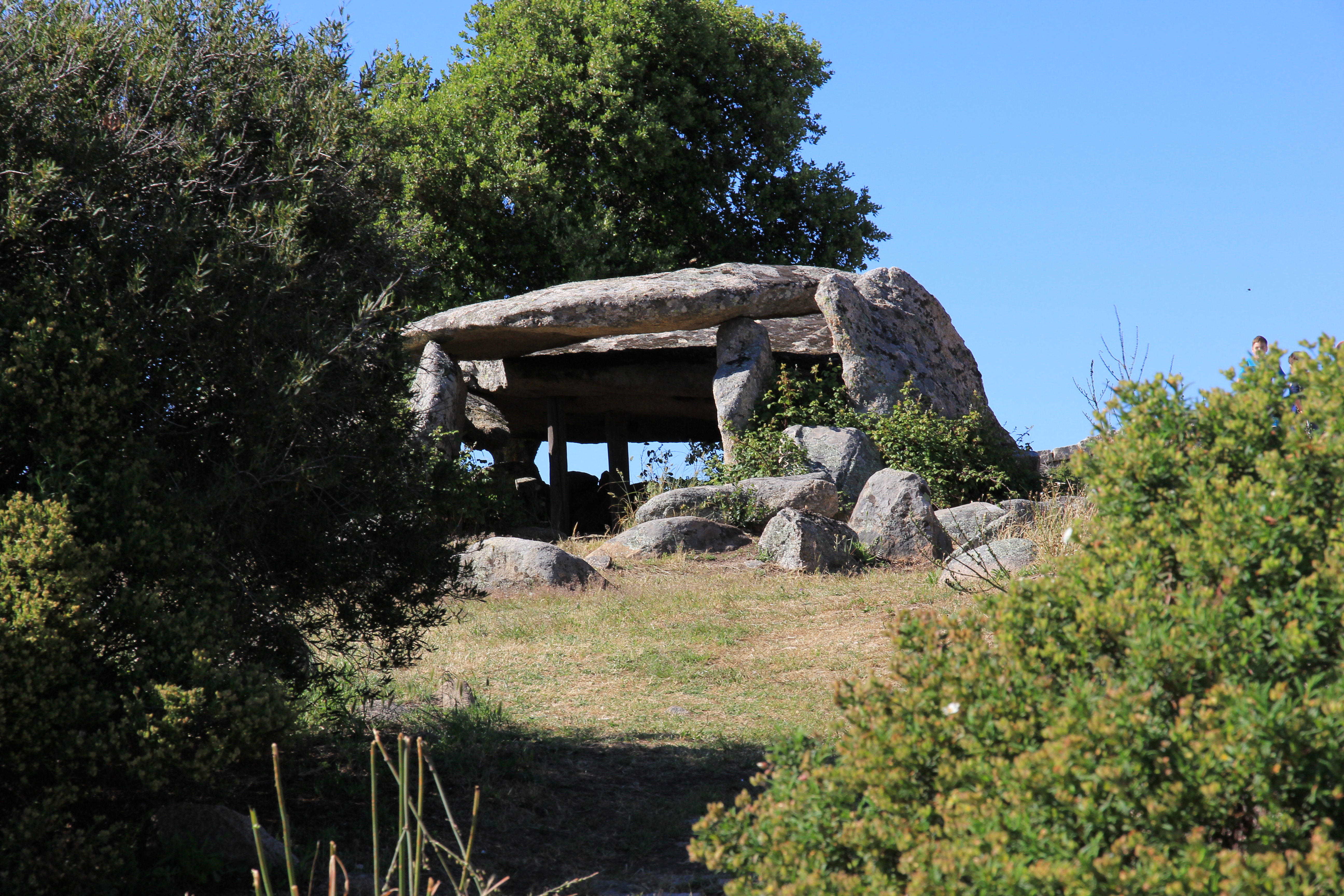
Der Dolmen Ladas

Der Dolmen Ladas stammt aus der Zeit um 3000 v. Chr. Er besteht aus einer großen überdachten Galerie, die 6 m lang und 2,2 m hoch ist. Er wird von zwei großen Platten bedeckt und hat eine hintere Apsis. Die Kammer wird durch eine horizontale Platte zweigeteilt. Er gehört zur Gattung der auf der Insel seltenen Ganggräber. Der hintere Deckstein hat eine Oberfläche von etwa 15 Quadratmetern und misst 4,8 × 3,4 m bei einer Dicke von 45 cm (7,5 m³). Die Unterseite ist anscheinend bearbeitet. Der Eingang ist 1,2 m hoch und 2,3 m breit.

## Ciuledda

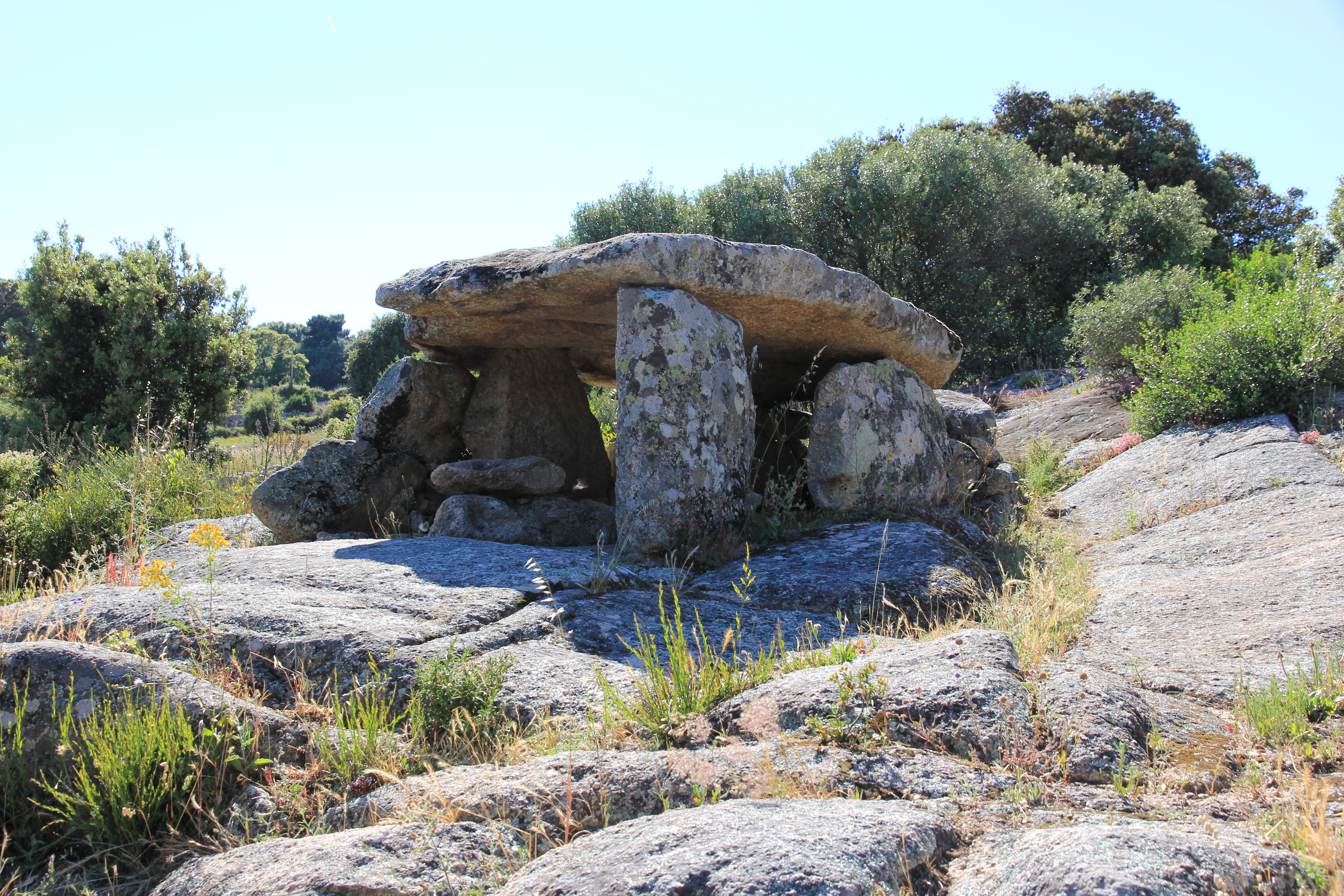
Der Dolmen Ciuledda

Der Dolmen Ciuledda ist ähnlich gebaut, aber kleiner. Die offene Kammer besteht aus einem Halbkreis. Der Eingang liegt im Südosten. Der Deckstein misst 3,4 × 2,35 m und die Gesamthöhe des Denkmals beträgt etwa 90 cm.

## Alzoledda

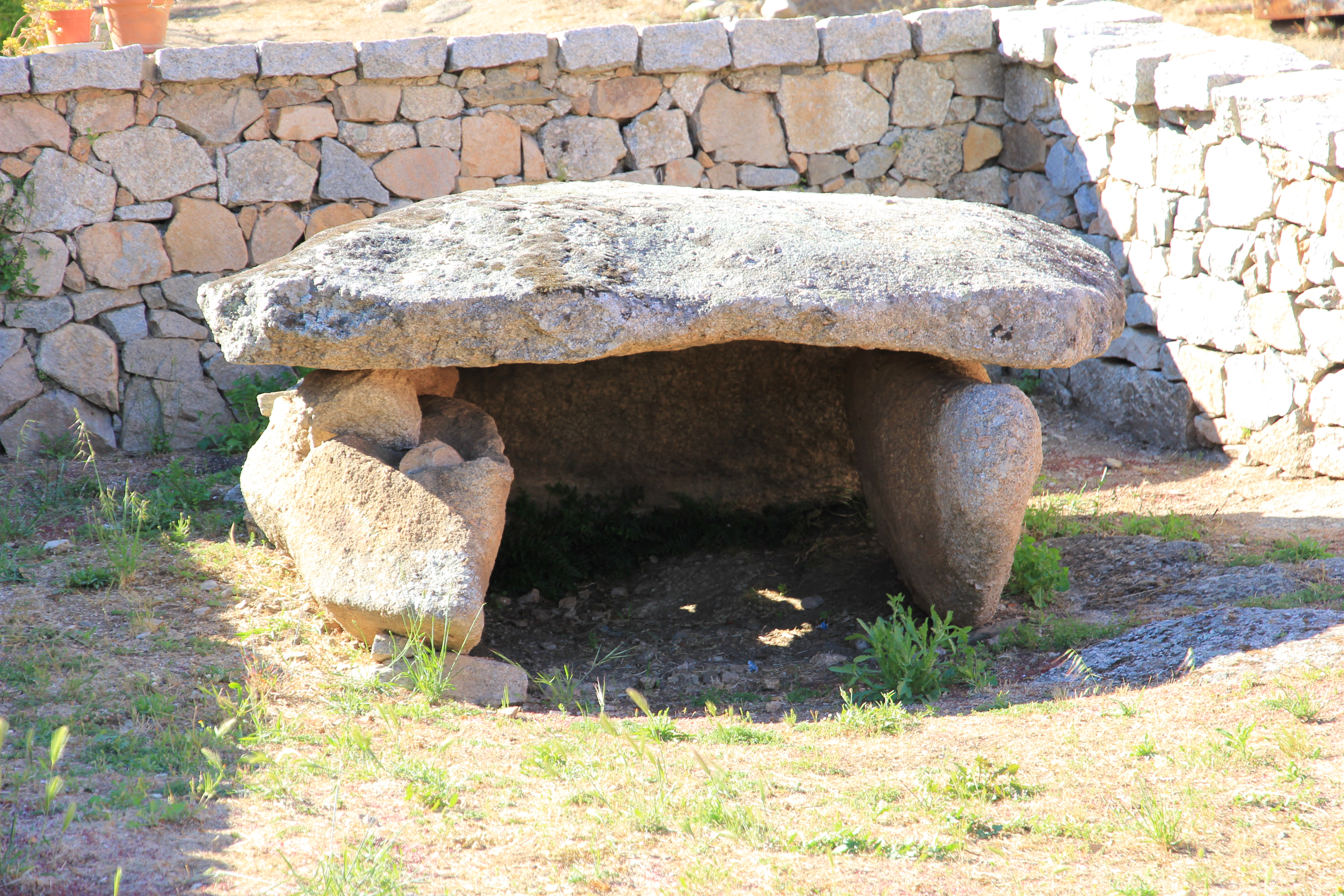
Der Dolmen Alzoledda

Der Dolmen Alzoledda ist klein und wahrscheinlich der älteste der vier Dolmen von Luras. Drei große Tragsteine aus Granit bilden eine trapezoide Kammer. Der einzige Deckstein hat die Maße von 2,56 × 2,45 m. Die Höhe des Denkmals beträgt etwa 90 cm.

## Bilella

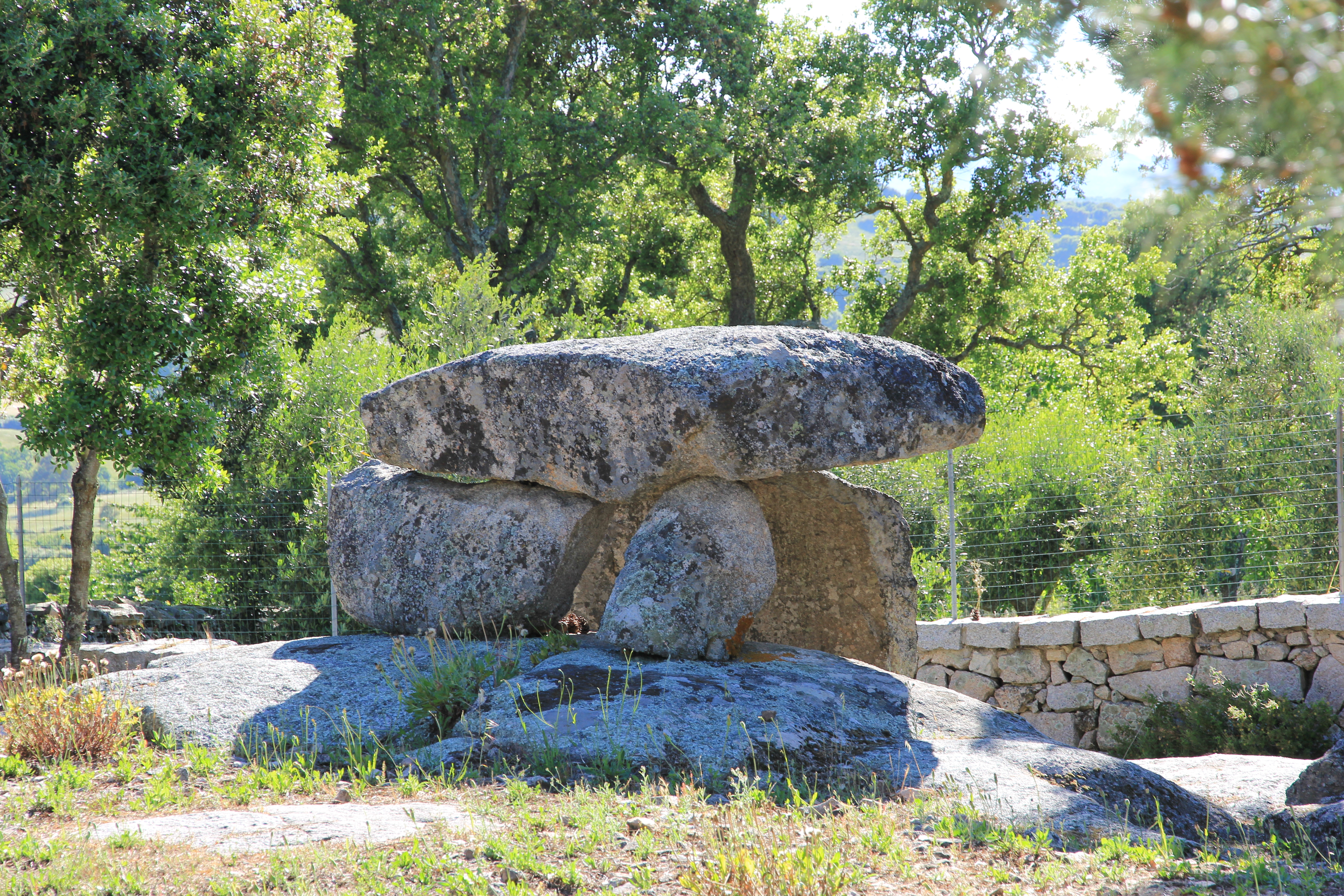
Der Dolmen Billella

Der nur noch aus drei Steinen bestehende Dolmen Bilello ist von einfachster Art. Er hat allerdings die Abnormität, dass der lokale Granituntergrund in die Konstruktion integriert wurde: Auf einer Seite steht das Denkmal auf dem etwa 0,5 m höher gelegenen natürlichen Fels. Der Deckstein hat die Maße von 2, 65 × 2,20 m.